# Alan Warner
Pour les articles homonymes, voir Warner.
Alan Warner est un écrivain écossais né à Oban (Écosse) en 1964.

## Biographie
Il grandit dans le village écossais de Connel, et commence à écrire dès l'adolescence. Il est l'auteur de cinq romans : le très acclamé Morvern Callar (1995), trophée du Prix Somerset-Maugham, These Demented Lands (1997), trophée de l'Encore Award, The Sopranos (1998), gagnant du Saltire Awards, The Man Who Walks (2002), une comédie sombre et surréaliste, et The Worms Can Carry Me to Heaven (2006). La plupart de ses romans se déroulent dans un même endroit, nommé "le Port", présentant des similitudes avec son village natal d'Oban. Morvern Callar a récemment été adapté à la télévision et Alan Warner a reçu en 2003 le prix du Meilleur Jeune Écrivain Britannique.
Il est également connu pour être un grand admirateur du groupe de Krautrock Can. Il a d'ailleurs dédié deux de ses romans à deux membres du groupe (Morvern Callar à Holger Czukay et The Man Who Walks à Michael Karoli). Alan Warner habite actuellement à Dublin et à Xàvia.

## Œuvres

### Romans
- Morvern Callar (idem) (1995)
- Ces terres démentes (These Demented Lands) (1997)
- Les Sopranos (The Sopranos) (1998)
- The Man Who Walks (2002)
- Le Dernier paradis de Manolo (The Worms Can Carry Me To Heaven) (2006)
- Les étoiles dans le ciel radieux (The Stars in the Bright Sky) (2010)
- The Deadman's Pedal (2012)
- Their Lips Talk of Mischief (2014)

### Autres
- Tago Mago: Permission to Dream (2015) Histoire de la conception, de l'enregistrement et de la sortie de l'album Tago Mago du groupe de rock expérimental allemand Can.